# Makarios Tewfik
Makarios Tewfik (Kotna, Egito, 19 de maio de 1945) é o bispo católico copta emérito de Ismagliah.
Makarios Tewfik recebeu o Sacramento da Ordem em 10 de setembro de 1972.
Em 23 de junho de 1994, o Papa João Paulo II o nomeou Bispo de Ismagliah. O Patriarca Copta Católico de Alexandria, Stephanos II Ghattas CM, o consagrou bispo em 22 de julho do mesmo ano; Os co-consagradores foram o Bispo Emérito de Asyut Youhanna Nueir OFM, o Bispo de Minya Antonios Naguib, o Bispo de Asyut Kyrillos Kamal William Samaan OFM e o Bispo de Luxor Youhannes Ezzat Zakaria Badir, bem como os Bispos Auxiliares em Alexandria Youhanna Golta e Andraos Salama.
Ele se aposentou após a confirmação da eleição de seu sucessor, Daniel Lotfy Khella, em 29 de junho de 2019.